# Республиканский стадион (Сухум)
Республиканский стадион — футбольный стадион в Сухуме, столице Абхазии. Является домашним для ФК «Нарт», играющего в  чемпионате Абхазии.

## История
Стадион находится в Абхазии, в городе Сухуми. Стадион был построен ещё в СССР. 8 марта 1978 года был проведён первый матч на стадионе между клубами ЦСКА Москва и Спартак Ивано-Франковск, матч завершился с счётом 1:1. На стадионе проводили матчи Кубка СССР по футболу и Чемпионата СССР по футболу. После развала СССР на стадионе играла Сборная Абхазии по футболу и клубы Абхазии.

## ИгрыСборной Абхазии по футболу
| Дата             | Время | Команда 1 | Счёт | Команда 2 | Стадия            | Зрители |
| 25 сентября 2012 |       | Абхазия   | 1:1  | НКР       | Товарищеский матч | 6600.   |